# Station Praha-Vršovice
Station Praha-Vršovice is een spoorwegstation in de Tsjechische hoofdstad Praag. Het station ligt in de wijk Vršovice, op de grens met Nusle, en biedt verbindingen met onder andere het hoofdstation van Praag en gebieden ten zuiden van de stad. De spoorlijnen die het station aandoen zijn lijn 210 en lijn 221.
Sinds de bouw van het station in 1880 heeft het drie verschillende namen gehad. Tot 1912 was de naam Nusle-Vršovice, daarna tot 1941 Vršovice-Nusle en sindsdien heeft het station de huidige naam.